# Anatoli Iwanowitsch Parfjonow
Anatoli Iwanowitsch Parfjonow (russisch Анатолий Иванович Парфёнов, wiss. Transliteration Anatolij Ivanovič Parfënov; * 17. November 1924 in Dwornikowo, Oblast Moskau; † 28. Januar 1993 in Moskau) war ein sowjetischer Ringer der Weltklasse.

## Werdegang
Anatoli Parfjonow begann als Jugendlicher mit dem Ringen. Durch großen Trainingsfleiß und gute körperliche Voraussetzungen, Parfjonow war ein Modellathlet von 1,90 m Größe und ca. 110 kg Körpergewicht, rückte er zu Beginn der 1950er Jahre in die Elite der sowjetischen Ringer in der Schwergewichtsklasse auf. Er rang nur im griech.-römischen Stil und gehörte der Sportvereinigung „Dynamo“ Moskau an. Zunächst stand er noch im Schatten der jahrzehntelang die sowjetische Spitze der Schwergewichtsringer beherrschenden „Altstars“ Johannes Kotkas, Arsen Mekokischwili und Alexander Masur. 1954 schaffte er jedoch die Überraschung und wurde sowjetischer Meister im Schwergewicht. 1954 wurden jedoch nur Weltmeisterschaften im freien Stil ausgetragen und 1955 wurde ihm bei den Weltmeisterschaften im griechisch-römischen Stil in Karlsruhe noch einmal der 43-jährige Alexander Masur vorgezogen. Bei den Olympischen Spielen 1956 in Melbourne wurde er aber eingesetzt. Er rechtfertigte das in ihn gesetzte Vertrauen der sowjetischen Verbandsfunktionäre und wurde Olympiasieger. Allerdings war dieser Sieg umstritten und sehr glücklich. Gleich in seinem ersten Kampf traf er auf den deutschen Meister Wilfried Dietrich und verlor nach Punkten. Nach einem weiteren Punktsieg unterlag er auch dem Schweden Bertil Antonsson und war damit ohne Medaille ausgeschieden. In der Zwischenzeit hatte die sowjetische Mannschaftsleitung allerdings Protest gegen die Wertung des Kampfes gegen Dietrich eingelegt. Dieser Protest wurde von der Jury angenommen und das Urteil des Kampfes in „Punktsieger Parfjonow“ umgewandelt. Aus deutscher Sicht zu Unrecht. Aus heutiger Sicht? Wer vermag das nach 50 Jahren noch zu sagen. Dietrich, der alle seine weiteren Kämpfe gewonnen hat, wurde so nur Silbermedaillengewinner. Parfjonow hatte außerdem noch das Glück in den letzten drei Runden zweimal „Freilos“ zu haben, während Dietrich ringen musste und sich durch zwei Punktsiege jeweils einen Fehlpunkt einhandelte, die ihn zum Schluss um einen Punkt schlechter dastehen ließen, als Parfjonow.
Nach dem Olympiasieg rang Parfjonow noch bis 1962 weiter, kam aber zu keinen Einsätzen bei Olympischen Spielen oder Weltmeisterschaften mehr, denn in der Sowjetunion stand er ab 1957 im Schatten von Iwan Bohdan, den er nicht besiegen konnte. Nach Beendigung seiner Laufbahn als aktiver Ringer wurde Parfjonow, der Sportlehrer war, ein hervorragender Trainer, der in Moskau viele junge Athleten betreute und an die Weltspitze heranführte.
Am 9. März 2001 wurde der Asteroid (7913) Parfenov nach ihm benannt.

## Internationale Erfolge
(OS = Olympische Spiele, GR = griech.-röm. Stil, S = Schwergewicht)
- 1956, Goldmedaille, OS in Melbourne, GR, S, mit Siegen über Wilfried Dietrich, BRD, Juszein Mehmedow, Bulgarien, einer Niederlage gegen Bertil Antonsson, Schweden und einem weiteren Sieg über Adelmo Bulgarelli, Italien

## Wichtigste Länderkämpfe
- 1955, UdSSR – Schweden, Punktsieger über Nordström,
- 1956, Schweden – UdSSR, Punktsieger über Ragnar Svensson,
- 1960, UdSSR – BRD, Punktsieger über Karl-Heinz Gerdsmeier

## UdSSR-Meisterschaften
- 1954, 1. Platz, GR, S, vor Johannes Kotkas und Alexander Masur,
- 1956, 3. Platz, GR, S, hinter Johannes Kotkas und Iwan Bohdan,
- 1957, 1. Platz, GR, S, vor Walentin Nikolajew und S. Baranow,
- 1959, 3. Platz, GR, S, hinter Iwan Bohdan und Walentin Nikolajew